# Boksen op de Olympische Zomerspelen 1908
Boksen is een van de sporten die beoefend werden tijdens de Olympische Zomerspelen 1908 in Londen.

## Heren
Uitslagen per gewichtsklasse: 

### bantamgewicht (tot 52.62 kg)
| rang   | sporter         | land |
| ------ | --------------- | ---- |
| Goud   | A. Henry Thomas | GBR  |
| Zilver | John Condon     | GBR  |
| Brons  | William Webb    | GBR  |
| 4      | Pierre Mazior   | FRA  |
| 4      | Frank McGurk    | GBR  |
| 4      | Henry Perry     | GBR  |

### vedergewicht (tot 57.15 kg)
| rang   | sporter         | land |
| ------ | --------------- | ---- |
| Goud   | Richard Gunn    | GBR  |
| Zilver | Charles Morris  | GBR  |
| Brons  | Hugh Roddin     | GBR  |
| 4      | Thomas Ringer   | GBR  |
| 5      | Edward Adams    | GBR  |
| 5      | Louis Constant  | FRA  |
| 5      | John Lloyd      | GBR  |
| 5      | Etienne Poillot | FRA  |

### lichtgewicht (tot 63.50 kg)
| rang   | sporter           | land |
| ------ | ----------------- | ---- |
| Goud   | Frederick Grace   | GBR  |
| Zilver | Frederick Spiller | GBR  |
| Brons  | Harry Johnson     | GBR  |
| 4      | Harold Holmes     | GBR  |
| 4      | George Jessup     | GBR  |
| 4      | Matt Wells        | GBR  |
| 7      | André Bouvier     | FRA  |
| 7      | Edward Fearman    | GBR  |
| 7      | Patrick Fee       | GBR  |
| 7      | Hemming Hansen    | DEN  |
| 7      | Valdemar Holberg  | DEN  |
| 7      | Frank Osborne     | GBR  |

### middengewicht (tot 71.67 kg)
| rang   | sporter        | land |
| ------ | -------------- | ---- |
| Goud   | John Douglas   | GBR  |
| Zilver | Reginald Baker | ANZ  |
| Brons  | William Philo  | GBR  |
| 4      | Ruben Warnes   | GBR  |
| 5      | William Childs | GBR  |
| 6      | Gaston Aspa    | FRA  |
| 6      | William Dees   | GBR  |
| 6      | René Doudelle  | FRA  |
| 6      | Charles Morard | FRA  |
| 6      | Arthur Murdoch | GBR  |

### zwaargewicht (boven 71.67 kg)
| rang   | sporter         | land |
| ------ | --------------- | ---- |
| Goud   | Albert Oldman   | GBR  |
| Zilver | Sydney Evans    | GBR  |
| Brons  | Frederick Parks | GBR  |
| 4      | Harold Brewer   | GBR  |
| 4      | Albert Ireton   | GBR  |
| 4      | Ian Myrams      | GBR  |

## Medaillespiegel
| rang   | land             | goud | zilver | brons | totaal |
| ------ | ---------------- | ---- | ------ | ----- | ------ |
| 1      | Groot-Brittannië | 5    | 4      | 5     | 14     |
| 2      | Australazië      | 0    | 1      | 0     | 1      |
| totaal | totaal           | 5    | 5      | 5     | 15     |